# Dalarik
Dalarik (in armeno Դալարիկ?, fino al 1965 Mastara) è un comune dell'Armenia di 4 163 abitanti (2008) della provincia di Armavir.